# Østersøen
 Der er for få eller ingen kildehenvisninger i denne artikel, hvilket er et problem. Du kan hjælpe ved at angive troværdige kilder til de påstande, som fremføres i artiklen.

Østersøen, også kaldet det Baltiske Hav, er et nordeuropæisk indhav omgivet af Danmark, Tyskland, Polen, Litauen, Letland, Estland, Rusland, Finland og Sverige. Østersøen er forbundet med Kattegat gennem Øresund, Storebælt og Lillebælt. Det er verdens største brakvandssø[kilde mangler] og opdeles normalt i Botniske Bugt, Finske Bugt, Rigabugten og den egentlige Østersø, der er den indre del af Østersøen dækkende området omkring Bornholm samt Øland og Gotland.
Østersøen forbindes med Nordsøen via Lillebælt, Storebælt og Øresund gennem Kattegat og Skagerrak. Der er en kunstigt gravet forbindelse til Vesterhavet gennem Kielerkanalen, mellem Kielerfjorden og Elbens udmunding i Vadehavet. Der er også forbindelse til Hvidehavet gennem Hvidehavskanalen. Østersøen begrænses mod Øresund af en linje mellem Falsterbo Pynt og Stevns Fyr, mod Storebælt af en linje mellem Kappel Kirke på Lollands vestligste punkt og Gulstav på Langelands sydligste punkt, og mod Lillebælt af en linje mellem Vejsnæs Nakke på Ærøs sydligste punkt og Pøls Hug på det sydøstlige Als. Den danske øgruppe, undtagen Bornholm, begrænses således af Østersøen mod syd og sydøst. Da Østersøen er omgivet af land på næsten alle sider og har en meget uregelmæssig form, har den mindre karakter af et hav end af en stor indsø.
Østersøen har et areal på 415.000 kvadratkilometer, afvander et areal på cirka 1.721.000 kvadratkilometer og er 459 meter dyb på det dybeste sted. Større øer i Østersøen er Gotland, Øland, Bornholm, Femern, Rügen, Dagø (Hiiumaa), Øsel (Saaremaa) og Åland.

## Betegnelser på andre sprog
På de germanske sprog med (med undtagelse af engelsk) hedder havet Østersøen, for eksempel på svensk (Östersjön), nederlandsk (Oostzee), tysk (Ostsee) og islandsk/færøysk (Eystrasalt). På finsk benyttes også navnet Österhavet (Itämeri) på grund af Finlands lange fælles historie med Sverige. I Estland hedder havet Vesterhavet (Läänemeri). På engelsk benyttes navnet Baltiske Hav (Baltic Sea) på samme måde som på de fleste andre sprog, for eksempel lettisk (Baltijas jūra), litauisk (Baltijos jūra), latin (Mare Balticum), fransk (Mer Baltique), italiensk (Mar Baltico), portugisisk (Mar Báltico), spansk (Mar Báltico), polsk (Morze Bałtyckie eller Bałtyk), kroatisk (Baltičko more), russisk (Baltijskoje More (Балтийское море)) og ungarsk (Balti-tenger).

## Historie
I de 12.000 år Østersøen har eksisteret har bathymetrien og saliniteten ændret sig. Udviklingen af Østersøen siden sidste istid er vurderet ud fra analyser af de marine sedimenter. Østersøen har været såvel mere fersk som mere salt end den er i dag. Denne naturlige variation er forårsaget af landhævninger/-sænkninger, vandstandsændringer og klimatiske variationer, som har bevirket større eller mindre åbning fra Østersøen til åbent hav og større eller mindre vandbidrag til Østersøen. Med de hydrografiske ændringer har ligeledes biologien ændret og udviklet sig. Selv gennem de seneste 100 år er der observeret betydelige ændringer i Østersøens salinitet.
I år 98 blev Østersøen i værket Germania benævnt Mare Suebicum efter det germanske folk svebere eller Mare Sarmaticum efter Sarmaterne. Allerede på den tid var der vidt forgrenede handelsveje for det efterspurgte rav, der ofte fandtes ved Østersøkysterne, og nåede alle dele af Romerriget. Eksportvarer var desuden skind og pelse. Omvendt nåede romerske varer som keramik, vin og planteolie mod nord.
Da vikingerne sejlede over søen kaldte de den Østsøen (Austmarr for eksempel i sagaen Heimskringla).
I det 12. århundrede havde Østersøen en vigtig rolle som transport- og handelsvej i Europa. De ved Østersøen beliggende nabobyer sluttede i det 12. århundrede sig sammen i Hanseforbundet og opnåede derved stor rigdom. De vigtigste hansebyer ved Østersøen og de nærliggende byer var Lübeck, Wismar, Rostock, Stralsund, Greifswald, Stettin, Danzig, Königsberg, Memel, Riga, Reval og Nowgorod.
I Den nordiske 25-årskrig fra 1570 til 1595 opnåede Rusland, fra øst at få adgang til Østersøen. Zar Peter den Store byggede i floden Nevas mundingsdelta den nye rigshovedstad Sankt Petersburg.
I Middelalderen var Danmark og Den Tyske Orden vigtige østersømagter frem til Den svenske stormagtstid (1611-1721, da Sverige blev regionens ledende stat. (se også Svensk Forpommern).
Under Krimkrigen (1854–1856) førte Frankrig og Storbritannien sine krigsflåder ind i Østersøen da de angreb Sveaborg i konflikten med Rusland.
I 1871 blev Tyskland forenet med store dele af Østersøens sydkyst. Under 2. verdenskrig blev Østersøregionen igen åsted for konflikter, da Tyskland og det daværende Sovjetunionen okkuperede Polen og de baltiske stater.
Verdens største skibskatastrofe indtraf den 30. januar 1945, da passagerskibet Wilhelm Gustloff blev torpederet udenfor Stolpmündebankerne i en sydlige del af Østersøen, og som tog over 9.000 mennesker med sig ned i dybet.
Under Den kolde krig lå Østersøen i grænselandet mellem øst og vest. I årene 1969-1988 var det uenighed mellem Sverige og Sovjetunionen om havgrænsen mellem de to lande i Østersøen.

## Østersøens forskellige områder
| Navn              | Områder som indgår |
| ----------------- | --- |
| Østersømrådet     | Den Botniske Bugt, Den Finske Bugt, Rigabugten, Egentlige Østersø, Bælthavet, Øresund, Kattegat. |
| Østersøen         | SNA: Botniske Bugt, Finska Bugt, Rigabugten, Egentlige Østersø. SMHI: Botniske Bugt, Egentlige Østersø. |
| Egentlige Østersø | SNA: Nordlige Østersø, Centrale Østersø, Sydlige Østersø, Gdanskbugten. SMHI: Sydlige Bælthav, Arkonahavet, Bornholmshavet, Østlige Gotlandshav, Nordlige Gotlandshav, Vestre Gotlandshav, Rigabugten, Finske Bugt |
| Botniske Bugt     | SNA: Bottenbugten, Nordlige Kvarken, Bottenhavet, Ålandshavet, Skærgårdshavet. SMHI: Bottenbugten, Bottenhavet. |
| Bottenbugten      | Området nord for Nordlige Kvarken. |
| Bælthavet         | Mecklenburgbugten, Kielerfjorden, Lille og Storebælt danske sunde). |
| Øresund           | Øresund |
| Kattegat          | Kattegat |

- Kort over Østersøen
- Satellitfoto marts 2000 (NASA)
- Østersøen med Ålandshavet i rød kreds
- Bælte og sunde i Danmark og den sydlige Østersø
- Mecklenburgbugten
- NASA-Satellitfoto af Wismarbugten

## Østersøens økosystem
Østersøen er et havøkosystem som i lighed med mange andre er stærkt påvirket af mennesker, blandt andet gennem jordbrug og fiskeri. Nogle problemer som har fået speciel opmærksomhed i nutiden er overgødning, overfiskeri og miljøgifte. Det er samtidig et grønt hav med meget brakvand med lav vandgennemstrømning og et relativt lille antal arter, noget som gør det til et specielt følsomt og sårbart økosystem.
Østersøen blev i den sidste del af 1900-tallet ramt af en betydelig overgødskning gennem tilførsel af næringsstoffer. Når næringsstoffer tilføres øger algetilvæksten, som efterhånden resulterer i at dødt organisk materiale falder til bunden. Der forbruges oxygenet af nedbrydere, og Hypoxi (iltmangel) opstår. I det iltfattige miljø frigives tidligere bundet fosfor fra sedimentet, noget som forværrer algeopblomstringerne. Desuden ligger vandet i Østersøen i to sigt med lidt blanding. Øverst ligger vand med lav saltindhold og under dette ligger et mere saltholdigt vandlag. Grænsesigtet mellem det ferske og salte vand ved cirka 75 meters dybde kaldes haloklin.
Østersøen blev i 2004, sammen med 146 andre områder i verdenshavene herunder også Kattegat, udpeget til "død zone" af FN's miljøprogram (UNEP) på grund af den store tilførsel af kvælstof og det deraf følgende og tilbagevendende iltsvind. Østersøen vedbliver at være verdens største døde zone på 70.000 kvadratkilometer.

## Vejr
Storme er hyppige i Østersøen. Østlige vinde kan især være farlige fordi de skaber store bølger i dansk område. I den nordlige del af Østersøen er skibsfart ofte begrænset om vinteren på grund af is.
- Algeopblomstring i Østersøen den 3. juli 2001
- Østersøkysten ved naturparken på øen Poel
- Østersøen ved halvøen Fischland-Darß-Zingst i Tyskland
- Østersøkysten ved halvøen Packer i det nordvestlige Estland